# Jakob Missia
Jakob Missia (Ljutomer, 30 giugno 1838 – Gorizia, 23 marzo 1902) è stato un cardinale e arcivescovo cattolico austro-ungarico.

## Biografia
Nacque a Mota, frazione di Ljutomer, il 30 giugno 1838.
Dopo la laurea in filosofia e teologia divenne segretario e cancelliere del vescovo di Seckau e nel 1884 venne nominato vescovo di Lubiana. Il 28 marzo 1898 fu promosso principe e arcivescovo di Gorizia e fu creato cardinale il 19 giugno del 1899 da papa Leone XIII con il titolo di Santo Stefano al Monte Celio. Fu il primo cardinale di nazionalità slovena.
Come arcivescovo di Gorizia consacrò l'arcidiocesi al Sacro Cuore il 24 luglio 1898, anno in cui si pensò di costruire una cattedrale dedicata al Sacro Cuore nell'area urbana a sud della città; la cattedrale fu però edificata un decennio più tardi. Fece costruire una nuova ala del palazzo arcivescovile di Gorizia (1900), al cui centro collocò una cappella neoromanica, come aveva già fatto a Lubiana.
Il 29 settembre del 1900 accolse nella chiesa di Sant'Ignazio, l'imperatore austro-ungarico Francesco Giuseppe I, giunto a Gorizia per il quarto centenario del passaggio della principesca contea agli Asburgo.
Morì di infarto nel 1902. La salma è custodita nell'antica cappella di San Michele Arcangelo all'interno del santuario del Monte Santo (oggi in Slovenia).

## Genealogia episcopale
La genealogia episcopale è:
- Cardinale Scipione Rebiba
- Cardinale Giulio Antonio Santori
- Cardinale Girolamo Bernerio, O.P.
- Arcivescovo Galeazzo Sanvitale
- Cardinale Ludovico Ludovisi
- Cardinale Luigi Caetani
- Cardinale Ulderico Carpegna
- Cardinale Paluzzo Paluzzi Altieri degli Albertoni
- Papa Benedetto XIII
- Papa Benedetto XIV
- Papa Clemente XIII
- Cardinale Giovanni Battista Caprara Montecuccoli
- Vescovo Dionys von Rost
- Vescovo Karl Franz von Lodron
- Vescovo Bernhard Galura
- Vescovo Giovanni Nepomuceno de Tschiderer
- Cardinale Friedrich Johann Joseph Cölestin von Schwarzenberg
- Cardinale Maximilian Joseph von Tarnóczy
- Vescovo Johann Baptist Zwerger
- Cardinale Jakob Missia